# American Association of Variable Star Observers
La Asociación Estadounidense de Observadores de Estrellas Variables (en inglés, American Association of Variable Star Observers abreviada como AAVSO) es una organización sin ánimo de lucro  estadounidense. Fue fundada en 1911. 
Coordina, recoge, evalúa, analiza, publica y archiva observaciones de estrellas variables hechas en gran parte por astrónomos aficionados, poniendo los archivos a disposición de astrónomos profesionales, investigadores y personal docente. Estos archivos establecen curvas de luz que representan la variación en el brillo de una estrella a lo largo del tiempo.
Ya que los astrónomos profesionales no tienen el tiempo ni los recursos necesarios para supervisar cada una de las estrellas variables, la astronomía es una de las pocas ciencias en donde los aficionados pueden hacer contribuciones genuinas dentro de la investigación científica. La base de datos internacional AAVSO actualmente tiene más de 12 millones de estimaciones de variables que se remontan a más de 100 años atrás. Recibe más de 500 000 observaciones anualmente de aproximadamente 2 000 observadores profesionales y aficionados.
La AAVSO también es muy activa en cuanto a la educación y a la divulgación. Sostienen talleres de formación de ciencia para el ciudadano y publican trabajos con aficionados como coautores. Promovieron el modelo de profesionales y aficionados trabajando juntos como miembros de un mismo equipo, realizando análisis de datos, a diferencia del viejo modelo en donde los aficionados simplemente proporcionaban ayuda en la observación.
La directora del AAVSO durante muchas décadas fue, hasta su fallecimiento en 2004, Janet Mattei.
La AAVSO estuvo al principio localizada en el Harvard College Observatory —entre 1911 y 1956—, para luego trasladarse a Cambridge (Massachusetts), antes de comprar su primer edificio en 1985, el Clinton B. Ford Astronomical Data and Research Center. En 2007, la AAVSO compró y se instaló en los locales recientemente desocupados de la revista Sky and Telescope, en donde permanecen hoy en día (2018).